# Diethelm Straube
Diethelm Straube (* 24. Oktober 1957 in Darmstadt) ist ein deutscher Journalist, Moderator, Vortrags- und Präsentationscoach sowie Autor.
Nach dem Volontariat bei der Hessisch/Niedersächsischen Allgemeinen (HNA) in Kassel arbeitete Straube 1986 als Redakteur in Namibia bei der deutschsprachigen Wochenzeitung „Namibia Nachrichten“. Anschließend beim WDR, Lokalfunk Dortmund. 
Von 1990 bis 1992 arbeitete er für die Produktionsgesellschaft teutotele als Reporter für RTL aktuell und das RTL Frühstücksfernsehen. 
1992 begann Straube als Moderator beim RTL Frühstücksfernsehen in Berlin. Ende 1994 wechselte er dann nach München zum Deutschen Sportfernsehen, heute Sport1, als Leiter der Nachrichten und Talk sowie Moderator. Daneben moderierte er für Premiere Box-Sendungen. 
Zu Beginn des Jahres 2006 wechselte Straube nach Bad Homburg zum Regionalsender rheinmaintv, wo er bis 2007 als Chefredakteur arbeitete.
Seitdem ist er Inhaber der Agentur "Straube Medien Service SMS" mit den Schwerpunkten Beratung und Realisation sowie "Straube-Coaching" als Medien-, Vortrags- und Präsentationstrainer. Er ist Honorar-Dozent an der Hochschule für angewandtes Management.  
Er ist Autor des Buches "Der eigentliche Text ist die Pause. Präsentieren. Überzeugen. Begeistern."
| Personendaten    | Personendaten                      |
| ---------------- | ---------------------------------- |
| NAME             | Straube, Diethelm                  |
| KURZBESCHREIBUNG | deutscher Journalist und Moderator |
| GEBURTSDATUM     | 24. Oktober 1957                   |
| GEBURTSORT       | Darmstadt                          |